# Kurt Haase-Jastrow
Kurt Haase-Jastrow (* 1. Juni 1885 in Jastrow, Westpreußen; † 17. Mai 1958 in Berlin) war ein deutscher Interieur-, Landschafts-, Porträt- und Stilllebenmaler.

## Leben
Kurt Haase-Jastrow wurde 1885 geboren in Jastrow, dem heutigen Jastrowie in der polnischen Woiwodschaft Großpolen. Nach Besuch der Oberschule folgte 1903 ein Studium an der Berliner Königlichen Akademie der Künste. 1906 wechselte er an die Kunstakademie in Dresden, seine Lehrer waren hier Eugen Bracht (1842–1921) und Oskar Zwintscher (1870–1916). Seinen Einjährigen-Militärdienst leistete er 1909 und ließ sich danach in Berlin-Charlottenburg nieder.
Haase-Jastrow arbeitete zu dieser Zeit im post-impressionistischem Stil und vorwiegend als Porträtmaler. Er beteiligte sich erstmals 1913 und danach regelmäßig an den Großen Berliner Kunstausstellungen, das letzte Mal 1958. 1917/18 war er im Kriegsdienst im Ersten Weltkrieg. 1920 erhielt er den Großen Staatspreis für Malerei der Preußischen Akademie der Künste (hälftig). Studienreisen führten ihn u. a. nach Holland, in die Schweiz und nach Spanien, die Sommer verbrachte er häufig an der Ostsee. So entstanden etwa in Ahrenshoop, nunmehr in expressionistischer Malweise, einige farbintensive Landschaftsbilder. Von 1937 bis 1944 gehörte er zur Ateliergemeinschaft Klosterstraße Berlin. In der Rezension einer Ausstellung dieser Gemeinschaft hieß es 1941 zu seinen Werken: „Mit einer größeren Zahl von Aquarellen vom Meeresstrand und aus bäuerlichen Gegenden beweist Kurt Haase-Jastrow erneut seine Beherrschung großformig gesehener Gegenständlichkeit.“
Haase-Jastrow war Mitglied im Deutschen Künstlerbund, im Verein Berliner Künstler, im Reichsverband bildender Künstler Deutschlands, in der Freien Vereinigung der Graphiker zu Berlin sowie in der Reichskammer der bildenden Künste. Er war 1937, 1938 und 1939 auf der Großen Deutsche Kunstausstellung in München mit drei Bildern vertreten, von denen Hitler eines erwarb.
Haase-Jastrows Grab befindet sich auf dem Luisenstädtischen Friedhof in Berlin-Kreuzberg.

## Werke (Auswahl)
- Interieur aus dem Schloss zu Paretz (Russisches Zimmer), 1913
- Stilleben I. Aquarell, 1914
- Blumen, 1916
- Kopf eines jungen Mädchens, Pastell, 1917

- Fischerboote und Meer (Öl; 1938 von Hitler für 3000 RM erworben)[6]
- Stürmische See (Öl, Große Deutsche Kunstausstellung 1939)[7]